# Alonso Ramírez de Vargas
Alonso Ramírez de Vargas (siglo XVII, Ciudad de México) fue un escritor mexicano del período barroco.
Alonso Ramírez fue un poeta de cierta notoriedad en la segunda mitad del siglo XVII. Escribió varios poemas sueltos en los preliminares de obras de otros autores y aquellos con los que participó en diversos certámenes: en Empresa métrica (1665); en el Festivo aparato (1672); en el Symbólico glorioso asumpto (1673); en el Triunfo parténico. 

"A la prudencia de Numa

el ser fábrica elegante
debió aquel templo, y aqueste
debe más, cuanto más arde.
¿A quién sino a ti, discreto,
insigne, piadoso, afable
Príncipe, en cuyo gobierno
viven las felicidades?
A ti, simulacro vivo
del Numa español más grande
que el otro, pues que no pudo

ser de dos orbes Atlante;
a cuyas altas proezas

(por más que el buril las grabe)
falta materia, aunque eres
señor del mármol y el jaspe.
Mal pudiera sin tu influjo
ser en hermosura y talle,
bello embaraço del viento,
último primor del arte.
Sí, mal pudiera, que al puro,
sagaz, devoto, suave
fomento tuyo, de olvido

subió a ser culto homenaje."
Alonso Ramírez de Vargas

## Obras
- Descripción poética de las fiestas reales que se celebraron en México por el nacimiento del príncipe don Carlos... (México, Juan Ruiz, 1662).[4]

- Elogio panegírico, festivo aplauso, iris político y diseño triunfal de Eneas verdadero...(1664).

- Descripción de la alegre venida a México y regreso a su santuario de la milagrosa Imagen de Nuestra Señora de los Remedios. (1725).

- Descripción poética de la máscara y fiesta que a los felices años y salud restaurada del rey... (1670).

- Sencilla narración, alegórico, fiel trasunto, dibujo en sombras y diseño escaso de las fiestas grandes con que satisfizo...(1677).

- Villancicos que se cantaron en la Santa Iglesia Metropolitana la noche de maitines del príncipe de los apóstoles san Pedro...(1685).

- Simulacro histórico-político, idea simbólica del héroe Cadmo... (1688).

- Villancicos que se cantaron en los maitines de la Natividad de Nuestra Señora en la iglesia catedral de México (1689).

- Sagrado padrón a la memoria debida al suntuoso...(1691).

- Zodiaco ilustre de blasones heroicos, girado del sol político, imagen de príncipes que ocultó en su Hércules tebano la sabiduría mitológica...1696).